# John Perkins
Pour les articles homonymes, voir Perkins.
 (mai 2014).
Si vous disposez d'ouvrages ou d'articles de référence ou si vous connaissez des sites web de qualité traitant du thème abordé ici, merci de compléter l'article en donnant les références utiles à sa vérifiabilité et en les liant à la section « Notes et références ».
 (mai 2014).
- Si vous ne connaissez pas le sujet, laissez ce bandeau (vous pouvez alors contacter les auteurs).
- Si vous supprimez le contenu mis en cause (vous pouvez préalablement contacter les auteurs),

argumentez précisément cette suppression dans la page de discussion
(un manque de référence n'est pas un argument ; une recherche réelle de référence doit avoir été effectuée, être formellement documentée).
John Perkins, né le 28 janvier 1945 à Hanover (New Hampshire), est un économiste, écrivain et militant écologiste américain. Il est surtout connu pour son ouvrage publié en 2004 Confessions of an Economic Hitman, traduit en français par Les Confessions d'un assassin financier.

## Biographie
Né en 1945 à Hanover, aux États-Unis, John Perkins a suivi un cours en administration commerciale à l’Université de Boston. En 1968, à l’aide d’un contact dans la National Security Agency (NSA), il se joint aux Corps de la paix, une agence fédérale américaine indépendante qui envoie des volontaires aux quatre coins du monde pour aider des peuples étrangers à trouver une main d’œuvre formée qui comblera leurs besoins.
Une rencontre avec Graham Greene au Panama, qui l'encourage à écrire un livre, constitue un moment important dans sa vie. En 1980, après une importante prise de conscience et une dépression nerveuse, il remet sa démission.
En 1982, il crée l'Independent Power System Inc. (IPS), une compagnie de production d’électricité sans danger pour l’environnement, qu’il revend en 1990 avant de prendre sa retraite. Après la vente d’IPS, il consacre beaucoup de son temps à des organismes à but non lucratif et au développement des cultures indigènes d’Amazonie. Il fonde Dream Change Coalition (devenu Dream Change), un organisme à but non lucratif destiné à promouvoir des modes de vie durables pour des collectivités mondiales, proche du chamanisme et de la spiritualité New Age. En avril 1999, le magazine Time mentionne le site de Dream Change parmi une dizaine de sites Internet reflétant le mieux les principes et idéaux du Jour de la Terre.

## Thèses
« Les assassins financiers sont des professionnels grassement payés qui escroquent des milliards de dollars à divers pays du globe. Ils dirigent l’argent de la Banque mondiale, de l’Agence américaine du développement international (US Agency for International Development – USAID) et d’autres organisations « humanitaires » vers les coffres de grandes compagnies et vers les poches de quelques familles richissimes qui contrôlent les ressources naturelles de la planète. Leurs armes principales : les rapports financiers frauduleux, les élections truquées. les pots-de-vin, l’extorsion, le sexe et le meurtre. Ils jouent un jeu vieux comme le monde, mais qui a atteint des proportions terrifiantes en cette époque de mondialisation.
Je sais très bien de quoi je parle... car j’ai été moi-même un assassin financier. »

— John Perkins, préface de Les Confessions d'un assassin financier
En 2004, Perkins fait publier Les Confessions d'un assassin financier, où il relate sa carrière dans la firme de consultants Chas. T. Main (en) de Boston. Perkins soutient qu'une certaine élite aux États-Unis souhaite construire un empire planétaire, défini par les présidents Lyndon Johnson et Richard Nixon. Pour ce faire, ils ont constitué un groupe de consultants qui utilisent les organisations financières internationales pour créer les conditions permettant d'assujettir des nations à cet empire par l'endettement économique auprès d'organismes comme le FMI et la Banque mondiale. La tâche de ces consultants est de justifier et d'argumenter la conclusion par des États d'énormes prêts internationaux dont l'argent finira, déduction faite des sommes destinées à la corruption des élites locales, sur les comptes en banques de grandes sociétés d'ingénierie et de construction américaines. Les besoins en liquidités ayant été au préalable surévalués par ces consultants, l'État se révèle incapable de payer sa dette et en sujétion vis-à-vis du créancier. Cette position de pouvoir permettant ensuite d'exiger à l'État sujet l'établissement de bases militaires, un vote favorable aux Nations unies ainsi qu'une loyauté politique en général ou l'accès à d'éventuelles richesses pétrolières et autres ressources naturelles. Il qualifie ces méthodes de mafieuses.
Perkins s'oppose à l'idéologie de la Destinée manifeste visant à justifier l’expansionnisme américain. Il nie toutefois tout apport aux théories du complot, soutenant que personne ne peut jeter le blâme sur une conspiration quelconque car, bien que l'empire global dépende de l'efficacité des banques, des compagnies et des gouvernements, l'ensemble de la population permet cette existence étant donné qu'elle travaille aussi pour ces sociétés et consomme les produits qu’elles commercialisent, bien qu'il soit plus facile de jeter le blâme sur un bouc émissaire. Pour lui, l'élite qui travaille pour l'empire global est une simple association d'intérêts et de croyances communes, non de comploteurs maléfiques.

## Cinéma
Apparition
- Les Quatre Cavaliers (en), film documentaire réalisé par Ross Ashcroft, 2012
- Let's Make Money, film documentaire réalisé par Erwin Wagenhofer, 2009
- Zeitgeist Addendum, film documentaire réalisé par Peter Joseph, 2008
- La Fin de la pauvreté ?, film documentaire de Philippe Diaz, 2008

## Citations
« Nous sommes entrés dans une des plus importantes périodes de l'histoire humaine, le temps des prophéties. Nous avons l'opportunité de nous élever à de nouveaux niveaux de conscience. Ce temps a été prédit à travers les derniers siècles à la grandeur du monde. C'est maintenant à nous — vous et moi — de tout faire pour que ça se produise. Quel magnifique cadeau ! »

« Nous devons absolument et sans équivoque nous commettre à nous réveiller nous-mêmes ainsi que tous les gens autour de nous. Nous devons entendre la sagesse des prophéties, ouvrir nos cœurs et nos esprits aux possibilités, devenir conscient, et ensuite entreprendre des actions. »

— Les Confessions d'un assassin financier